# Xexex
Xexex (ゼクセクス) — видеоигра в жанре горизонтального скролл-шутера, разработанная компанией Konami в 1991 году и выпущенная в виде аркадного игрового автомата. Игра не выходила на домашних системах и не переиздавалась до 2007 года, когда она была выпущена на игровой консоли PlayStation Portable в составе сборника Salamander Portable.
Игра совмещает идеи серии игр Gradius, разработанных Konami, и игр серии R-Type. От Gradius игра взяла некоторые идеи в дизайне уровней, от R-Type — концепцию отцепляемого спутника и накапливаемого при удержании кнопки мощного заряда.